# Theodor Oesten
Theodor Oesten (31 décembre 1813 – 16 mars 1870) est un compositeur, musicien et professeur allemand.
Oesten est né à Berlin. Il apprend à jouer de divers instruments à cordes et à vent à la Stadtmusikus à Fürstenwalde (une petite ville près de Berlin). À l'âge de 19 ans il étudie la composition avec Böhmer, Carl Friedrich Rungenhagen, Schneider, et August Wilhelm Bach à Berlin. Oesten est peut-être principalement connu pour ses pièces pour piano faciles à jouer, dont des transcriptions d’œuvres opératiques, écrites dans le style sentimental de l'époque. Il meurt dans sa ville natale. Son fils Max est aussi devenu compositeur.

## Liste partielle des compositions pour piano
(Note: Les pièces sans numéros de références viennent d'une liste sur Piano Master*Works.
- A Little Story
- 12 Standard Pieces For Piano: Alpine Bells (Alpenglockchen)[3]
- Alpine Glow (Alpengluhen Idylle), Op. 193
- Carnival Of Venice (Capricietto Brillant)
- Cradle Song (Schlummerlied), Opus 91
- De Boself
- Dolly's Dreaming and Awakening (Puppchens Traumen Und Erwachen!); Cradle Song (Wiegenlied), Opus 202, No. 4
- Echo Idylle, Opus 223
- Farewell[4]
- Forest Roses
- Gondellied, Op. 56
- Heavenly Bliss (Seliges Gluck), Opus 50, No. 4
- Illustrations: Six Elegant Fantasias n Favorite Themes, Op. 99[5]
- La fille du régiment[6], Opus 57, No. 10, Perles de L'Opera, 12 Morceaux Elegantes
- Long Long Weary Day, Op. 49 [7]
- Love In May (Maienliebe), Op. 50, No. 1
- Lucia Di Lammermoor, Six Fantaisies Brillantes Sur Des Motifs Favoris De L'Opéra, Op. 67
- Morning Song[4]
- On The Rialto (Auf Den Lugunen), Barcarolle For Piano, Op. 222
- Serenade, Op. 50, No. 2
- Sleep Well, Thou Sweet Angel, Opus 277 No. 2
- Snowbells' Spring Carol (Idylle), Op. 227
- Souvenir de Martha[8], Fantaisie Brillante On Flotow's Opera
- Spanish Dance Op.61, No.10
- The Little Tyrolean Maid
- When The Swallows Homeward Fly: Agathe
- With Bow And Arrow [4]

## Audio
- Alpine Glow (Op. 193)